# سد فلورسکرال
سد فلورسکرال (به لاتین: Floriskraal Dam) یک سد در آفریقای جنوبی است که در کیپ غربی واقع شده‌است.